# NGC 3527
NGC 3527 је спирална галаксија у сазвежђу Велики медвед која се налази на NGC листи објеката дубоког неба.
Деклинација објекта је + 28° 31' 40" а ректасцензија 11h 7m 18,3s. Привидна величина (магнитуда) објекта NGC 3527 износи 14,0 а фотографска магнитуда 14,9. NGC 3527 је још познат и под ознакама UGC 6170, MCG 5-26-59, CGCG 155-66, PGC 33669.